# Campionato nordamericano maschile di pallavolo 1987
Il X campionato nordamericano maschile di pallavolo si è svolto dall'8 al 19 giugno 1987 a L'Avana, a Cuba. Al torneo hanno partecipato 10 squadre nazionali nordamericane e la vittoria finale è andata per la settima volta a Cuba.

## Fase finale

### Finali 1º e 3º posto
|  | Semifinali      | Semifinali      | Semifinali  |             |      | Finale 1º/2º posto | Finale 1º/2º posto | Finale 1º/2º posto |  |
|  |                 |                 |             |             |      |                    |                    |                    |  |
|  | Stati Uniti     | Stati Uniti     | 3           |             |      |                    |                    |                    |  |
|  | Stati Uniti     | Stati Uniti     | 3           |             |      |                    |                    |                    |  |
|  | Rep. Dominicana | Rep. Dominicana | 0           |             |      |                    |                    |                    |  |
|  | Rep. Dominicana | Rep. Dominicana | 0           |             | Cuba | Cuba               | 3                  |                    |  |
|  |                 |                 |             |             | Cuba | Cuba               | 3                  |                    |  |
|  |                 |                 | Stati Uniti | Stati Uniti | 2    |                    |                    |                    |  |
|  | Cuba            | Cuba            | Stati Uniti | Stati Uniti | 2    | 3                  |                    |                    |  |
|  | Cuba            | Cuba            |             |             |      | 3                  |                    |                    |  |
|  | Canada          | Canada          | ?           |             |      | Finale 3º/4º posto | Finale 3º/4º posto | Finale 3º/4º posto |  |
|  | Canada          | Canada          | ?           |             |      |                    |                    |                    |  |
|  |                 |                 |             |             |      |                    |                    |                    |  |
|  |                 |                 |             |             |      | Canada             | Canada             | 3                  |  |
|  |                 |                 |             |             |      | Canada             | Canada             | 3                  |  |
|  |                 |                 |             |             |      | Rep. Dominicana    | Rep. Dominicana    | ?                  |  |

## Classifica finale
| Classifica | Squadre                 |
| ---------- | ----------------------- |
|            | Cuba                    |
|            | Stati Uniti             |
|            | Canada                  |
| 4          | Rep. Dominicana         |
| 5          | Messico                 |
| 6          | Porto Rico              |
| 7          | Panama                  |
| 8          | Guatemala               |
| 9          | Nicaragua               |
| 10         | Isole Vergini Americane |